# Ahmed Aït El Hocine
Ahmed Aït El Hocine (ur. 12 lutego 1957 w Algierze) – algierski piłkarz grający na pozycji napastnika. W swojej karierze rozegrał 6 meczów i strzelił 2 gole w reprezentacji Algierii.

## Kariera klubowa
Swoja karierę piłkarską El Hocine rozpoczął w klubie MA Hussein Dey. Zadebiutował w nim w 1976 roku i grał w nim do 1986 roku. Wywalczył z nim wicemistrzostwo Algierii w sezonie 1981/1982 oraz zdobył Puchar Algierii w sezonie 1978/1979. W latach 1986–1992 grał w JS Bordj Ménaïel.

## Kariera reprezentacyjna
W reprezentacji Algierii El Hocine zadebiutował w 1981 roku. W 1982 roku powołano go do kadry na Puchar Narodów Afryki 1982. Zagrał na nim w trzech meczach: grupowych z Zambią (1:0) i z Nigerią (2:1) oraz o 3. miejsce z Zambią (0:2). Z Algierią zajął 4. miejsce w tym turnieju. W kadrze narodowej od 1981 do 1982 wystąpił 6 razy i strzelił 2 gole.